# غيرد فون رونتشتيت
كارل رودلف غيرد فون رونتشتيت (بالألمانية: Karl Rudolf Gerd von Rundstedt) قائد عسكري ألماني (12 ديسمبر 1875 - 24 فبراير 1953) من أبرز قادة الحرب العالمية الثانية.

## سنوات النصر
قبل أندلاع الحرب، استدعاه أدولف هتلر لكي يقود مجموعة الجيوش أ التي مهمتها ضرب القوات البولندية من الجنوب، وقد حققت مجموعة رونتشتيت هذه المهمة بنجاح ما بين 1 سبتمبر إلى 2 أكتوبر 1939 أثناء غزو بولندا حيث استسلمت آخر مقاومة رسمية للبولنديين.
بعد ذلك نقلت القوات الألمانية إلى الجبهة الغربية لغرض إلحاق الهزيمة بالحلفاء، وكانت مهمة رونتشتيت توجيه الضربة الرئيسية لقواتهم عبر غابة الأردين، وهذا ما تحقق في معركة فرنسا ما بين 10 مايو إلى 22 يونيو 1940 حيث تم إلحاق الهزيمة بقوات الحلفاء، واحتلال فرنسا.

## نحو الشرق
بعد ذلك نقلت القوات الألمانية إلى الشرق بقصد احتلال الاتحاد السوفيتي بعملية سريعة مباغتة كما حدث من قبل، وكان رونتشتيت يتولى قيادة الجبهة الجنوبية ومعه قوات من المجر ورومانيا، وبدأ الهجوم في ما عرف باسم عملية بارباروسا في 22 يونيو 1941، وحققت العملية نجاحاً في الأشهر الأولى، ولكن مع بدء فصل الشتاء القارس، صار التقدم بطيئاً، ومع استفحال معاناة القوات الألمانية، قرر رونتشتيت إيقاف الهجوم وبدء الانسحاب مما أغضب هتلر فأمر بعزله.

## القائد الأعلى في الغرب
في مارس 1942 عين رونتشتيت قائداً لكل القوات الألمانية في الجبهة الغربية، وفي عهده تم إحباط محاولة الإنزال التي قام بها الحلفاء في ديب شمال فرنسا في أغسطس 1942، كما تم احتلال باقي فرنسا في نوفمبر 1942، لكن الحلفاء نجحوا في إنزال قواتهم في منطقة النورماندي شمال فرنسا في 6 يونيو 1944، وفي يوليو من نفس العام عزل لتوجيهه كلاماً قاسياً للمارشال فيلهلم كايتل رئيس قيادة القوات المسلحة الألمانية.
في سبتمبر 1944، أعيد قائداً على الجبهة الغربية، وفي عهده تم إحباط محاولة إنزال الحلفاء في أرنهم في هولندا، كما كلف بشن الهجوم عبر غابات الأردين (معركة الأردين)، في 16 ديسمبر 1944، والتي انتهت بهزيمة للألمان، مما اضطرهم لإجراء انسحاب شامل، وفي 7 مارس 1945 نجحت القوات الأمريكية في عبور نهر الراين عند بلدة ريماغن في ألمانيا، مما أغضب هتلر، فقام بعزل رونتشتيت في 10 مارس.

## محاكمته ووفاته
تم القبض على رونتشتيت بعد الحرب، وبدأت محاكمته في محكمة جرائم الحرب، لكن أطلق سراحه لاعتلال صحته.
توفي في 24 فبراير 1953 في هانوفر في ألمانيا الغربية.

## روابط خارجية
- غيرد فون رونتشتيت على موقع IMDb (الإنجليزية)
- غيرد فون رونتشتيت على موقع الموسوعة البريطانية (الإنجليزية)
- غيرد فون رونتشتيت على موقع مونزينجر (الألمانية)
- غيرد فون رونتشتيت على موقع إن إن دي بي (الإنجليزية)